# Goldsboro (Maryland)
Goldsboro es un pueblo ubicado en el condado de Caroline en el estado estadounidense de Maryland. En el año 2010 tenía una población de 246 habitantes y una densidad poblacional de 492 personas por km². Se encuentra al este del estado, junto a la frontera con Delaware.

## Geografía
Goldsboro se encuentra ubicado en las coordenadas 39°2′8″N 75°47′14″O / 39.03556, -75.78722.

## Demografía
Según la Oficina del Censo en 2000 los ingresos medios por hogar en la localidad eran de $57.083 y los ingresos medios por familia eran $55.833. Los hombres tenían unos ingresos medios de $38.750 frente a los $24.531 para las mujeres. La renta per cápita para la localidad era de $20.948. Alrededor del 14,8% de la población estaba por debajo del umbral de pobreza.